# غوران سوبيرغ
غورَان سوبيرغ (بالسويدية: Göran "Flygis" Sjöberg)‏ هو لاعب هوكي الجليد سويدي، ولد في 8 يونيو 1960 في السويد.

## وصلات خارجية
- غوران سوبيرغ على موقع EliteProspects.com (الإنجليزية)